# Mieczysław Ruszkowski
Mieczysław Ruszkowski (ur. 6 czerwca 1897 r. w Jaworowie w powiecie sierpeckim, zm. 9 kwietnia 1970 r.) – polski rzeźbiarz ludowy.

## Życie i twórczość
Pochodził z rodziny chłopskiej. Ukończył 2 klasy szkoły powszechnej. Początkowo pomagał w gospodarstwie rodzicom, po zdobyciu zawodu stolarskiego przeniósł się do Sierpca (1920) i założył własny warsztat stolarza meblowego.
Rzeźbić zaczął w wieku 7 lat: strugał wówczas ptaki, zwierzęta, postacie ludzkie, laski. Ponownie zajął się rzeźbieniem po II wojnie światowej, by po 1957 r. rozpocząć swój najświetniejszy okres twórczości. Niektóre z rzeźb przesłał na konkurs szopek zorganizowany przez CPLiA w 1958 r., gdzie zdobył I nagrodę. Otrzymał wiele zamówień od CPLiA, muzeów i różnych instytucji oraz osób prywatnych. Od 1958 r. uczestniczył we wszystkich konkursach i wystawach regionalnych i w wielu konkursach i wystawach ogólnopolskich zdobywając nagrody i wyróżnienia. Szybko stał się jednym z bardziej znanych rzeźbiarzy w Polsce. Prace Ruszkowskiego były eksponowane na wystawach polskiej sztuki ludowej w USA, Francji, Szwajcarii, Anglii, Belgii. Jego prace znajdują się w licznych muzeach: zbiór 18 rzeźb w Muzeum Wsi Mazowieckiej w Sierpcu, 6 rzeźb w Muzeum Szlachty Mazowieckiej w Ciechanowie (z przekazu Mariana Przedpełskiego), ponadto w Muzeum Sztuki Ludowej w Otrębusach, placówkach muzealnych w Płocku, Warszawie, Łodzi, Toruniu, Krakowie i w zbiorach zagranicznych.
Rzeźbiarz zasłynął jako niezrównany wykonawca Świętej Rodziny, Matki Boskiej Skępskiej, postaci świętych. Rzeźbił z wyobraźni, a jedynym wzorem była dla niego tradycja. Wykonywał rzeźby zwykle w drzewie osikowym i olchowym, rzadziej świerkowym. Używał niewielu narzędzi: dłuto, dwa noże, trzy dłutka półokrągłe. Pierwsze kontury nadawał rzeźbie siekierą i piłą. Rzadko używał papieru ściernego. Rzeźby polichromował temperą, zwykle w tonacjach barwnych seledynu, zieleni, amarantu, brązu. 
Za swoją pracę twórczą otrzymał wiele nagród, m.in. Złotą Odznakę za zasługi dla województwa warszawskiego i nagrodę kulturalną województwa warszawskiego. Był członkiem Stowarzyszenia Twórców Ludowych oraz Związku Polskich Artystów Plastyków. 